# Cleo Rocos
Cleo Rocos (Rio de Janeiro, 1962. július 24. –) görög származású, brazil születésű angol színész, műsorvezető és üzletember. Brazíliában született angol apa és görög anya gyermekeként, az iskolát már édesapja hazájában kezdte el. Részt vett a Celebrity Big Brother című valóságshow-ban.

## További információ
- Cleo Rocos az Internetes Szinkronadatbázisban (magyarul)
- Cleo Rocos az Internet Movie Database-ben (angolul)
- Cleo Rocos a Rotten Tomatoeson (angolul)